# Eupalindia rubrescens
Eupalindia rubrescens là một loài bướm đêm trong họ Noctuidae.